# Associazione Calcio Femminile Brescia Femminile 2014-2015
Questa voce raccoglie le informazioni riguardanti l'Associazione Calcio Femminile Brescia Femminile Associazione Sportiva Dilettantistica nelle competizioni ufficiali della stagione 2014-2015.

## Stagione
La stagione 2014-2015 si è aperta il 27 settembre con la vittoria della Supercoppa italiana sul Graphistudio Tavagnacco superato grazie ai tiri di rigore, dopo che i tempi regolamentari si erano conclusi in parità sull'1-1. Entrambe le reti sono state realizzate nel secondo tempo: alla rete di Gloria Frizza del Tavagnacco ha risposto la bresciana Daniela Sabatino. Ai tiri di rigore è stato decisivo l'errore al quinto tiro della friulana Elisa Camporese, che ha consentito al Brescia di vincere la Supercoppa.
La prima partecipazione alla UEFA Champions League si è conclusa subito ai sedicesimi di finale contro le francesi dell'Olympique Lione. Il sorteggio dei sedicesimi di finale, che vedeva il Brescia tra le squadre non teste di serie, ha opposto le Leonesse alla squadra con il ranking UEFA più elevato e campione del torneo per due volte. La gara di andata si è disputata il 9 ottobre allo Stadio Mario Rigamonti di Brescia e ha visto prevalere le francesi con un netto 5-0, frutto di tre reti segnate nel primo tempo nel giro di circa dieci minuti e di una doppietta di Eugénie Le Sommer nel secondo tempo. Nella gara di ritorno, disputata il 15 ottobre allo Stade de Gerland di Lione, l'Olympique Lione ha dilagato vincendo per 9-0, grazie anche alle triplette realizzate da Eugénie Le Sommer e da Camille Abily. Il Brescia è così uscito di scena con zero reti all'attivo e 14 al passivo.
In campionato il Brescia ha lottato fino all'ultima giornata con l'Verona Women per difendere lo scudetto conquistato nella stagione precedente, ma, nonostante i 66 punti conquistati e le sei vittorie consecutive nelle ultime sei giornate, non è riuscito a colmare il punto di distacco dallo stesso AGSM Verona. Le Leonesse non sono riuscite a replicare la cavalcata vincente del campionato 2013-14, ma hanno comunque tenuto testa all'AGSM Verona per l'intera stagione. In particolare, il Brescia è stato in testa alla classifica per due giornate (14ª e 15ª) dopo aver inanellato una serie di vittorie consecutive. Presenza al primo posto interrotta dal rinvio della sfida al Riviera di Romagna della 15ª giornata per impraticabilità del campo causa pioggia. Il pareggio casalingo con la Torres alla 19ª giornata e la sconfitta per 3-1 alla ventesima giornata a Ravenna dal San Zaccaria hanno rallentato la rincorsa allo scudetto. La settimana successiva alla 21ª giornata, le bresciane si sono riscattate vincendo per 4-2 lo scontro diretto con l'AGSM Verona, riducendo il distacco in classifica a un solo punto, che si è mantenuto tale fino alla fine del torneo. In campionato la squadra bresciana ha conquistato 66 punti, grazie a 21 vittorie, 3 pareggi e 2 sconfitte, con 91 gol fatti e 21 subiti. Cristiana Girelli con 27 reti realizzate e Daniela Sabatino con 22 reti realizzate sono state le migliori marcatrici bresciane in campionato, seconda e terza, rispettivamente, dietro alla veronese Patrizia Panico, capocannoniere del campionato con 33 reti realizzate.
Al termine della stagione il Brescia ha conquistato la sua seconda Coppa Italia dopo aver sconfitto il Tavagnacco per 4-0 nella finale disputata ad Abano Terme il 23 maggio 2015. Il cammino che ha portato il Brescia in finale è stato netto, con venti reti realizzate e nessuna subita: 6-0 all'Alba negli ottavi di finale, 5-0 all'Inter Milano nei quarti di finale, 5-0 al Mozzanica in semifinale e 4-0 al Tavagnacco in finale.

## Organigramma societario
Area tecnica
- Allenatore: Milena Bertolini
- Allenatore in seconda: Simona Zani
- Preparatore dei portieri: Alberto Alberti

## Rosa
Rosa, numerazione e ruoli tratti dal sito ufficiale della società.
| N. |                    | Ruolo | Calciatrice        |
| -- | ------------------ | ----- | ------------------ |
|    | Italia (bandiera)  | P     | Chiara Marchitelli |
|    | Romania (bandiera) | P     | Camelia Ceasar     |
|    | Italia (bandiera)  | D     | Lisa Boattin       |
|    | Italia (bandiera)  | D     | Fabiana Costi      |
|    | Italia (bandiera)  | D     | Roberta D'Adda     |
|    | Svezia (bandiera)  | D     | Maria Karlsson     |
|    | Italia (bandiera)  | D     | Elena Linari       |
|    | Italia (bandiera)  | D     | Alice Martani      |
|    | Italia (bandiera)  | D     | Stefania Zanoletti |
|    | Italia (bandiera)  | D     | Elisa Zizioli (c)  |
|    | Italia (bandiera)  | C     | Lisa Alborghetti   |

| N. |                   | Ruolo | Calciatrice         |
| -- | ----------------- | ----- | ------------------- |
|    | Italia (bandiera) | C     | Barbara Bonansea    |
|    | Italia (bandiera) | C     | Valentina Cernoia   |
|    | Italia (bandiera) | C     | Giulia Nasuti       |
|    | Italia (bandiera) | C     | Eleonora Prost      |
|    | Italia (bandiera) | C     | Martina Rosucci     |
|    | Italia (bandiera) | A     | Cristiana Girelli   |
|    | Italia (bandiera) | A     | Chiara Massussi     |
|    | Italia (bandiera) | A     | Beatrice Piovani    |
|    | Italia (bandiera) | A     | Daniela Sabatino    |
|    | Italia (bandiera) | A     | Annamaria Serturini |
|    | Italia (bandiera) | A     | Stefania Tarenzi    |

## Calciomercato
| Acquisti | Acquisti       | Acquisti               | Acquisti   |
| R.       | Nome           | da                     | Modalità   |
| -------- | -------------- | ---------------------- | ---------- |
| D        | Lisa Boattin   | Graphistudio Pordenone | definitivo |
| D        | Maria Karlsson | Verona Women           | definitivo |

| Cessioni | Cessioni           | Cessioni     | Cessioni       |
| R.       | Nome               | a            | Modalità       |
| -------- | ------------------ | ------------ | -------------- |
| D        | Chiara Baroni      |              | fine contratto |
| D        | Valentina Pedretti | Rapid Lugano | definitivo     |
| A        | Chiara Massussi    | Orobica      | prestito       |

## Risultati

### Serie A

#### Girone di andata
| Arbitro: | Emilio Zanotti (Pavia) |

|  |           |                              |
|  | Marcatori | 4’, 76’ Sabatino 65’ Tarenzi |

| Arbitro: | Ongarato (Castelfranco Veneto) |

|                               |           |             |
| Girelli 11’ Sabatino 81’, 86’ | Marcatori | 73’ Caccamo |

| Arbitro: | Simone (Bologna) |

|             |           |           |
| Tarenzi 30’ | Marcatori | 68’ Merli |

| Arbitro: | Marco Bodini (Verona) |

|  |           |                              |
|  | Marcatori | 30’, 41’ Girelli 65’ Tarenzi |

| Arbitro: | Prior |

|                                                                           |           |  |
| Tarenzi 4’, 59’, 74’ Rosucci 11’, 60’ (rig.) Girelli 35’ (rig.), 49’, 82’ | Marcatori |  |

| Arbitro: | Angelo De Leo (Molfetta) |

|                                |           |                             |
| Giugliano 45’ Domenichetti 62’ | Marcatori | 18’, 62’ D'Adda 39’ Cernoia |

| Arbitro: | Tommaso Betta (Bolzano) |

|                                |           |                    |
| Pancaldi 2’ (aut.) Tarenzi 63’ | Marcatori | 40’, 90+1’ Longato |

| Arbitro: | Mario Davide Arace (Lugo di Romagna) |

|            |           |  |
| Panico 24’ | Marcatori |  |

| Arbitro: | Francesco Alberti (Imola) |

|                                                                            |           |                     |
| Girelli 19’, 25’ (rig.), 28’, 85’ Alborghetti 56’ Sabatino 83’ Rosucci 89’ | Marcatori | 9’ Erba 51’ Cannone |

| Arbitro: | Alessandro Di Graci (Como) |

|  |           |                    |
|  | Marcatori | 45’ (rig.) Girelli |

| Arbitro: | Paolo Messaggi |

|                                                   |           |  |
| Sabatino 3’, 9’, 34’ Girelli 17’ (rig.), 59’, 84’ | Marcatori |  |

| Arbitro: | Bergamin (Castelfranco Veneto) |

|  |           |                                                                |
|  | Marcatori | 1’ Bonansea 9’, 46’ Sabatino 20’ Girelli 35’ Costi 78’ Rosucci |

| Arbitro: | Enrico Maggio (Lodi) |

|                         |           |  |
| Rosucci 52’ Tarenzi 68’ | Marcatori |  |

#### Girone di ritorno
| Arbitro: | Paggiola (Legnago) |

|                          |           |  |
| Sabatino 82’ Cernoia 89’ | Marcatori |  |

| Arbitro: | Covili Faggioli (Bologna) |

|  |           |                                           |
|  | Marcatori | 15’, 74’ Girelli 71’, 83’ (rig.) Sabatino |

| Arbitro: | Francesco Croce (Novara) |

|                                |           |                                                      |
| Picchi 61’ Massussi 78’ (rig.) | Marcatori | 1’, 25’, 29’ Sabatino 68’ Cernoia 82’ (aut.) Zamboni |

| Arbitro: | Manuel Berti (Pavia) |

|                                            |           |             |
| Sabatino 40’ Bonansea 50’, 68’ Girelli 79’ | Marcatori | 88’ Cecotti |

| Arbitro: | Petracca (Lecce) |

|  |           |                                       |
|  | Marcatori | 17’ Tarenzi 23’ Sabatino 84’ Bonansea |

| Arbitro: | Luca Baldelli (Reggio nell'Emilia) |

|             |           |                    |
| Tarenzi 87’ | Marcatori | 90+4’ Domenichetti |

| Arbitro: | Bodini (Verona) |

|                                |           |                 |
| Piemonte 12’, 58’ Principi 28’ | Marcatori | 90’ Alborghetti |

| Arbitro: | Enrico Maggio (Lodi) |

|                                          |           |                          |
| Tarenzi 48’, 61’ Girelli 64’, 67’ (rig.) | Marcatori | 28’ Bonetti 90+2’ Panico |

| Arbitro: | Federico Mezzalira (Varese) |

|          |           |                                                                 |
| Cama 71’ | Marcatori | 39’, 60’ Girelli 51’, 83’ Bonansea 64’ Boattin 84’, 86’ Tarenzi |

| Arbitro: | Tremolada (Monza) |

|                         |           |              |
| Girelli 8’ Sabatino 43’ | Marcatori | 85’ Giacinti |

| Arbitro: | Cinque (Pistoia) |

|               |           |                                                |
| Del Prete 31’ | Marcatori | 9’, 68’ Sabatino 15’ Girelli 61’, 84’ Bonansea |

| Brescia 2 maggio 2015, ore 14:30 UTC+2 25ª giornata                                             | Brescia   | 6 – 0 referto | Pordenone | Centro Sp. Club Azzurri |
| \| \| \| \| \| Girelli 2’ (67) Perin 15’ (aut.) Nasuti 18’, 57’ Sabatino 51’ \| Marcatori \| \| |           |               |           |                         |
|                                                                                                 |           |               |           |                         |
| Girelli 2’ (67) Perin 15’ (aut.) Nasuti 18’, 57’ Sabatino 51’                                   | Marcatori |               |           |                         |

| Arbitro: | Sessa (Civitavecchia) |

|  |           |             |
|  | Marcatori | 70’ Girelli |

### Coppa Italia

#### Ottavi di finale
| Arbitro: | Adriano Fantino (Nichelino) |

|  |           |                                             |
|  | Marcatori | 7’, 9’, 35’ Bonansea 45’, 69’, 71’ Sabatino |

#### Quarti di finale
| Brescia 4 aprile 2015, ore 16:00 UTC+2 Quarti di finale                                        | Brescia   | 5 – 0 referto | Inter Milano | Centro Sp. Club Azzurri (200 spett.) |
| \| \| \| \| \| Bonansea 5’ Girelli 48’ Cernoia 65’ Rosucci 68’ Sabatino 78’ \| Marcatori \| \| |           |               |              |                                      |
|                                                                                                |           |               |              |                                      |
| Bonansea 5’ Girelli 48’ Cernoia 65’ Rosucci 68’ Sabatino 78’                                   | Marcatori |               |              |                                      |

#### Semifinali
| Arbitro: | Emilio Zanotti (Pavia) |

|                                                |           |  |
| Bonansea 8’, 19’ Girelli 11’, 49’ Sabatino 73’ | Marcatori |  |

#### Finale
| Arbitro: | Ilaria Bianchini (Terni) |

|                                                   |           |  |
| Sabatino 6’ Girelli 27’ Rosucci 63’ Tarenzi 90+3’ | Marcatori |  |

### Supercoppa italiana
| Arbitro: | Alex Feraudo (Chiavari) |

|                                           |                      |                                             |
| Sabatino 82’                              | Marcatori            | 63’ Frizza                                  |
| Linari Rosucci Karlsson Bonansea Sabatino | Tiri di rigore 4 – 3 | Parisi Brumana Martinelli Tuttino Camporese |

### UEFA Champions League

#### Sedicesimi di finale
| Arbitro: | Pernilla Larsson |

|  |           |                                                     |
|  | Marcatori | 12’ Nécib 20’ Schelin 23’ Renard 56’, 67’ Le Sommer |

| Arbitro: | Teodora Albon |

|                                                                                   |           |  |
| Le Sommer 14’, 20’, 47’ Nécib 30’ Abily 32’, 52’, 73’ Hegerberg 45+1’ Schelin 69’ | Marcatori |  |

## Statistiche

### Statistiche di squadra
| Competizione        | Punti | In casa | In casa | In casa | In casa | In casa | In casa | In trasferta | In trasferta | In trasferta | In trasferta | In trasferta | In trasferta | Totale | Totale | Totale | Totale | Totale | Totale | DR  |
| Competizione        | Punti | G       | V       | N       | P       | Gf      | Gs      | G            | V            | N            | P            | Gf           | Gs           | G      | V      | N      | P      | Gf     | Gs     | DR  |
| ------------------- | ----- | ------- | ------- | ------- | ------- | ------- | ------- | ------------ | ------------ | ------------ | ------------ | ------------ | ------------ | ------ | ------ | ------ | ------ | ------ | ------ | --- |
| Serie A             | 66    | 13      | 10      | 3       | 0       | 48      | 11      | 13           | 11           | 0            | 2            | 43           | 10           | 26     | 21     | 3      | 2      | 91     | 21     | +70 |
| Coppa Italia        | -     | 2       | 2       | 0       | 0       | 10      | 0       | 2            | 2            | 0            | 0            | 10           | 0            | 4      | 4      | 0      | 0      | 20     | 0      | +20 |
| Supercoppa italiana | -     | -       | -       | -       | -       | -       | -       | -            | -            | -            | -            | -            | -            | 1      | 0      | 1      | 0      | 1      | 1      | 0   |
| Champions League    | -     | 1       | 0       | 0       | 1       | 0       | 5       | 1            | 0            | 0            | 1            | 0            | 9            | 2      | 0      | 0      | 2      | 0      | 14     | -14 |
| Totale              | 66    | 16      | 12      | 3       | 1       | 58      | 16      | 16           | 13           | 0            | 3            | 53           | 19           | 33     | 25     | 4      | 4      | 112    | 36     | +76 |

### Andamento in campionato
| Giornata  | 1 | 2 | 3 | 4 | 5 | 6 | 7 | 8 | 9 | 10 | 11 | 12 | 13 | 14 | 15 | 16 | 17 | 18 | 19 | 20 | 21 | 22 | 23 | 24 | 25 | 26 |
| --------- | - | - | - | - | - | - | - | - | - | -- | -- | -- | -- | -- | -- | -- | -- | -- | -- | -- | -- | -- | -- | -- | -- | -- |
| Luogo     | T | C | C | T | C | T | C | T | C | T  | C  | T  | C  | C  | T  | T  | C  | T  | C  | T  | C  | T  | C  | T  | C  | T  |
| Risultato | V | V | N | V | V | V | N | P | V | V  | V  | V  | V  | V  | V  | V  | V  | V  | N  | P  | V  | V  | V  | V  | V  | V  |
| Posizione | 1 | 1 | 2 | 1 | 1 | 1 | 1 | 4 | 4 | 2  | 2  | 2  | 2  | 1  | 1  | 2  | 2  | 2  | 2  | 2  | 2  | 2  | 2  | 2  | 2  | 2  |

Legenda:

Luogo: C = Casa; T = Trasferta. Risultato: V = Vittoria; N = Pareggio; P = Sconfitta.

### Statistiche delle giocatrici
| Giocatore       | Serie A  | Serie A | Serie A     | Serie A    | Coppa Italia | Coppa Italia | Coppa Italia | Coppa Italia | Supercoppa italiana | Supercoppa italiana | Supercoppa italiana | Supercoppa italiana | Champions League | Champions League | Champions League | Champions League | Totale   | Totale | Totale      | Totale     |
| Giocatore       | Presenze | Reti    | Ammonizioni | Espulsioni | Presenze     | Reti         | Ammonizioni  | Espulsioni   | Presenze            | Reti                | Ammonizioni         | Espulsioni          | Presenze         | Reti             | Ammonizioni      | Espulsioni       | Presenze | Reti   | Ammonizioni | Espulsioni |
| --------------- | -------- | ------- | ----------- | ---------- | ------------ | ------------ | ------------ | ------------ | ------------------- | ------------------- | ------------------- | ------------------- | ---------------- | ---------------- | ---------------- | ---------------- | -------- | ------ | ----------- | ---------- |
| L. Alborghetti  | 22       | 2       | 0           | 0          | 4            | 0            | 0            | 0            | -                   | -                   | -                   | -                   | 1                | 0                | 0                | 0                | 27       | 2      | 0           | 0          |
| L. Boattin      | 13       | 1       | 0           | 0          | 1            | 0            | 0            | 0            | 1                   | 0                   | 0                   | 0                   | 2                | 0                | 0                | 0                | 17       | 1      | 0           | 0          |
| B. Bonansea     | 20       | 8       | 1           | 1          | 4            | 6            | 0            | 0            | 1                   | 0                   | 0                   | 0                   | 1                | 0                | 0                | 0                | 26       | 14     | 1           | 1          |
| C. Ceasar       | 4        | -2      | 0           | 0          | 1            | 0            | 0            | 0            | 0                   | 0                   | 0                   | 0                   | 0                | 0                | 0                | 0                | 5        | -2     | 0           | 0          |
| V. Cernoia      | 17       | 3       | 1           | 0          | 4            | 1            | 0            | 0            | 1                   | 0                   | 0                   | 0                   | 2                | 0                | 0                | 0                | 24       | 4      | 1           | 0          |
| F. Costi        | 18       | 1       | 1           | 0          | 1            | 0            | 0            | 0            | 0                   | 0                   | 0                   | 0                   | 1                | 0                | 0                | 0                | 20       | 1      | 1           | 0          |
| R. D'Adda       | 25       | 2       | 0           | 0          | 4            | 0            | 0            | 0            | 1                   | 0                   | 0                   | 0                   | 2                | 0                | 0                | 0                | 32       | 2      | 0           | 0          |
| C. Girelli      | 25       | 27      | 1           | 0          | 3            | 4            | 0            | 0            | 1                   | 0                   | 0                   | 0                   | 2                | 0                | 0                | 0                | 31       | 31     | 1           | 0          |
| M. Karlsson     | 25       | 0       | 3           | 0          | 3            | 0            | 0            | 0            | 1                   | 0                   | 1                   | 0                   | 2                | 0                | 0                | 0                | 31       | 0      | 4           | 0          |
| F. Imprezzabile | -        | -       | -           | -          | -            | -            | -            | -            | -                   | -                   | -                   | -                   | -                | -                | -                | -                | -        | -      | -           | -          |
| E. Linari       | 22       | 0       | 1           | 0          | 4            | 0            | 0            | 0            | 1                   | 0                   | 0                   | 0                   | 1                | 0                | 0                | 0                | 28       | 0      | 1           | 0          |
| C. Marchitelli  | 24       | -19     | 0           | 0          | 3            | 0            | 0            | 0            | 1                   | -1                  | 0                   | 0                   | 2                | -14              | 0                | 0                | 30       | -34    | 0           | 0          |
| A. Martani      | 2        | 0       | 0           | 0          | 1            | 0            | 0            | 0            | -                   | -                   | -                   | -                   | -                | -                | -                | -                | 3        | 0      | 0           | 0          |
| C. Massussi     | -        | -       | -           | -          | -            | -            | -            | -            | 0                   | 0                   | 0                   | 0                   | -                | -                | -                | -                | 0        | 0      | 0           | 0          |
| G. Nasuti       | 26       | 2       | 0           | 0          | 4            | 0            | 0            | 0            | 1                   | 0                   | 1                   | 0                   | 2                | 0                | 0                | 0                | 33       | 2      | 1           | 0          |
| B. Piovani      | 2        | 0       | 0           | 0          | -            | -            | -            | -            | -                   | -                   | -                   | -                   | -                | -                | -                | -                | 2        | 0      | 0           | 0          |
| E. Prost        | 9        | 0       | 1           | 0          | 2            | 0            | 0            | 0            | 1                   | 0                   | 0                   | 0                   | 2                | 0                | 0                | 0                | 14       | 0      | 1           | 0          |
| M. Rosucci      | 25       | 5       | 3           | 0          | 4            | 2            | 1            | 0            | 1                   | 0                   | 0                   | 0                   | 2                | 0                | 2                | 0                | 32       | 7      | 6           | 0          |
| D. Sabatino     | 22       | 22      | 2           | 0          | 4            | 7            | 0            | 0            | 1                   | 1                   | 0                   | 0                   | 2                | 0                | 0                | 0                | 29       | 30     | 2           | 0          |
| A. Serturini    | 2        | 0       | 0           | 0          | -            | -            | -            | -            | -                   | -                   | -                   | -                   | -                | -                | -                | -                | 2        | 0      | 0           | 0          |
| S. Tarenzi      | 22       | 14      | 0           | 0          | 3            | 1            | 0            | 0            | 1                   | 0                   | 0                   | 0                   | 2                | 0                | 0                | 0                | 28       | 15     | 0           | 0          |
| S. Zanoletti    | 5        | 0       | 1           | 0          | 3            | 0            | 0            | 0            | 0                   | 0                   | 0                   | 0                   | 0                | 0                | 0                | 0                | 8        | 0      | 1           | 0          |
| E. Zizioli      | 21       | 0       | 1           | 0          | 2            | 0            | 2            | 0            | 0                   | 0                   | 0                   | 0                   | 2                | 0                | 2                | 0                | 25       | 0      | 5           | 0          |